# Hylaeus liogonius
Hylaeus liogonius là một loài Hymenoptera trong họ Colletidae. Loài này được Vachal mô tả khoa học năm 1899.